# Pedro Vaz de Almada
Pedro Vaz de Almada foi um cavaleiro nobre português.
Filho primogénito de João Vasques de Almada, esteve com o Pai na tomada de Ceuta, segundo A. B. Freire que nos "Brasões da Sala de Sintra", tomo 3º pg. 217, diz: "com o Conde de Viana entraram na derradeira peleja alguns dos principais fidalgos como foi ......Pedro Vaz de Almada". E, com o posto de capitão terá lá estado depois ao serviço de D. Duarte.
Jacinto Leitão Manso de Lima diz que ele esteve na "Guerra dos Cem Anos", combatendo pela Inglaterra "onde fez grandes feitos, lá morreu e seus olhos foram trazidos para o Reino e dizem alguns que foi o primeiro Conde de Avranches, em cujo título sucedeu seu irmão o famoso D. Álvaro Vaz de Almada". No entanto a carta na qual D. Henrique IV da Inglaterra, que está no arquivo Almada e na Torre de Londres, desmente-o atribuindo esse condado é ao irmão e não a ele (Pedro).
Cabêdo, no manuscrito já citado, pg. 444 diz: "foi Capitão dos Ingleses e indo à França e encontrando os seus que fugiam da sua capitania, tomou à batalha e desbaratou os Franceses que num carro levavam morto o corpo do Duque de Clarence (irmão de El-Rei de Inglaterra), feito muito louvado pelos Ingleses que em suas cantigas cantam este facto". 
Foi Cavaleiro da Jarreteira, segundo afirma o Abade de Castro, na "Notícia acerca dos Reis de Portugal e Grandes de Portugal, que foram Cavaleiros da Ordem da Garreteia" tomo 5º pg. 263. Mas, não se conhecem qualquer registo fiável dessa entrada, nem sede em Windsor nem fora dela.
No entanto não o único que o afirma como sendo verdade, nomeadamente Padre António Carvalho da Costa, em 1706, com as informações ao seu dispor. 
Assim como ter ele obtido brasão d´armas diferente da restante família e instituído um morgado no Convento de São Francisco de Guimarães, existente no ano de 1507, com Capela de Nosso Senhor ("Jesus") crucificado da parte do Evangelho, com Missa quotidiana, com suas casas, com torres no Rocio da Tulha.
Gaspar de Faria, diz que a sua ossada foi trazida para Portugal, juntamente com a de seu Pai.

## Dados genealógicos
Filho de: João Vasques de Almada
Teve ilegítima
- D. Isabel de Almada, esta senhora foi casada com D. António de Meneses, filho de João de Meneses, Alcaide-Mor de Borba, e de D. Maria da Silva; neto paterno, por bastardia, de D. Fernando de Meneses, Senhor de Cantanhede, etc., neto materno de Rui Gomes de Azevedo, Alcaide-Mor de Penela, e de D. Iria de Brito. C.G.